# Vallestretta
Vallestretta è una frazione del comune di Ussita, nel Parco Nazionale dei Monti Sibillini, in provincia di Macerata, nelle Marche.

## Descrizione
La frazione è situata nella parte terminale di una valle lunga e stretta (da cui il nome), ad un'altitudine compresa tra gli 800 ed i 900 metri s.l.m., ed è divisa in due agglomerati: Tresto, destra orografica della valle; Di Cuntra, sinistra orografica.
La frazione è composta di poche case, circondate da boschi di cedui, ed è dominata dal versante ovest di Croce di Monte Rotondo (testata della valle e sinistra orografica) e dalle pendici del monte Careschio (destra orografica). Il fondo valle sul quale è situato l'abitato è formato principalmente da depositi detritici di rocce calcaree, provenienti dal Monte Rotondo e dalla gola tra questo e le ultime propaggini del monte Careschio, denominate Arette.
È una delle poche frazioni rimaste a vocazione prettamente agricola-zootecnica, con allevamenti bovini, principalmente di razza marchigiana.
L'agglomerato di Tresto era originariamente un convento, i cui edifici sono stati successivamente suddivisi in case.